# Cuneo (stad)
Cuneo is een stad in het zuiden van de Italiaanse regio Piëmont en is de hoofdstad van de gelijknamige provincie. In het Piëmontees, Occitaans en Frans heet de stad Coni.
Cuneo ligt op een plateau aan de voet van de Zee-Alpen; als een langgerekte driehoek tussen de Stura di Demonte (een bijrivier van de Po) en de bergrivier de Gesso, met de samenvloeiing van beide rivieren in de top. De naam Cuneo ('wig') is dan ook afgeleid van deze bijzondere vorm van de stad. Vanuit de top loopt een brede straat (de via Roma) als een middellijn door de driehoek.  
De stad is in  1198 gesticht en heeft in haar geschiedenis veel belegeringen en verwoestingen gekend. 
In 2020 is Cuneo een belangrijk verkeersknooppunt; de route vanuit het noorden naar de Tendapas voert langs de stad. Er is een snelweg in aanleg die de verbinding met de stad Asti aanzienlijk zal verbeteren. Ten westen van de stad liggen drie bergdalen, de zogenoemde Valli di Cuneo, die diep de Cottische Alpen indringen.

## Geboren
- Franco Andrea Bonelli (1784-1830), entomoloog, ornitholoog en verzamelaar
- Bruno Cipolla (1952), stuurman bij roeien
- Leonardo Bonifazio (1991), wielrenner
- Matteo Draperi (1991), wielrenner
- Niccolò Bonifazio (1993), wielrenner
- Marta Bassino (1996), alpineskiester
- Elisa Balsamo (1998), wielrenster

## Overleden
- Harald Quandt (1921-1967), Duits ondernemer
- Arie Vooren (1923-1988), Nederlands wielrenner